# الجيزة الجديدة
الجيزة الجديدة أو نيو جيزة هي مدينة تقع على طريق القاهرة الإسكندرية الصحراوي الكيلو22 بالقرب من محور 26 يوليو وتقع على مساحة 300،00 متر مربع وهي مشروع استثماري بين شركة الديار القطرية و رجل الأعمال المصري محمود الجمالوالد خديجة الجمال
كما يوجد بها:
- مدارس
- ملاعب جولف
- جامعة الجيزة الجديدة
- نادي الجيزة الجديدة الرياضي
- خدمات طبية تجارية
- قاعات مؤتمرات
- مكاتب ادارية